# 丸平峯子
丸平 峯子（まるひら みねこ、1940年6月16日 - ）は、愛媛県宇和島市出身の日本の女優。

## 略歴
愛媛県立宇和島東高等学校卒業。

## 出演

### 映画
- 「妖刀物語 花の吉原百人斬り」（1960年9月4日） - 新宿のおえん
- 「若さま侍捕物帖」（1960月12月27日））- 伊勢屋女中
- 日本侠客伝シリーズ
  - 「日本侠客伝」（1964年8月13日）
  - 「日本侠客伝 関東篇」（1965年8月12日） - 小揚の女房
  - 「日本侠客伝 血斗神田祭り」（1966年2月3日） - お多加
  - 「日本侠客伝 雷門の決斗」（1966年9月17日） - 女中
  - 「日本侠客伝 昇り龍」（1970年12月3日） - ジュン
- 「股旅 三人やくざ」（1965年5月22日） - おかん
- 「主水之介三番勝負」（1965年6月27日） - およし
- 「新蛇姫様 お島千太郎」（1965年9月18日） - 仲居
- 「日本大侠客」（1966年3月10日） - おまき
- 「任侠柔一代」（1966年10月30日） - 仲居
- 「博奕打ち」（1967年1月28日） - 女郎
- 「男の勝負 仁王の刺青」（1967年3月10日） - おしの
- 「大奥㊙︎物語」（1967年7月30日） - 茶屋の女
- 「喜劇団体列車」（1967年11月12日） - 看護婦
- 「日本暗黒史 情無用」（1968年1月14日） - 女中
- 「極道」（1968年3月5日） - ブルーフィルムの女
- 「徳川女系図」（1968年5月1日） - おつた
- 「侠客列伝」（1968年8月1日） - 小花
- 「兄弟仁義 逆縁の盃」（1968年8月27日） - お楽
- 緋牡丹博徒シリーズ - 熊坂清子 
  - 「緋牡丹博徒 一宿一飯」（1968年11月22日）
  - 「緋牡丹博徒 お竜参上」（1970年3月5日）
  - 「シルクハットの大親分」（1970年6月25日）
  - 「シルクハットの大親分 ちょび髭の熊」（1970年11月21日）
- 「懲役三兄弟」（1969年5月3日） - 住人
- 日本女侠伝シリーズ
  - 「日本女侠伝 侠客芸者」（1969年7月31日） - お半
  - 「日本女侠伝 真赤な度胸花」（1970年1月9日） - お駒
  - 「日本女侠伝 血斗乱れ花」（1971年4月3日） - ふさ
- 関東テキヤ一家シリーズ
  - 「関東テキヤ一家」（1969年11月18日） - 女子プロレスラー
  - 「関東テキヤ一家 喧嘩仁義」（1970年3月5日） - 咲子
  - 「関東テキヤ一家 天王寺の決斗」（1970年5月1日） - サリー
  - 「関東テキヤ一家 喧嘩火祭り」（1971年2月13日） - 咲子
  - 「関東テキヤ一家 浅草の代紋」（1971年12月17日） - 店主の妻
- 「極道釜ヶ崎に帰る」（1970年1月20日） - おはな
- 女渡世人シリーズ
  - 「女渡世人」（1971年1月23日） - お仙
  - 「女渡世人 おたの申します」（1971年7月31日） - おしま
- 「極悪坊主 飲む打つ買う」（1971年2月25日） - 千代亀
- 「すいばれ一家 男になりたい」（1971年4月16日） - お芳婆あ
- まむしの兄弟シリーズ
  - 「懲役太郎 まむしの兄弟」（1971年6月1日） - ホステス
  - 「まむしの兄弟 傷害恐喝十八犯」（1972年8月25日） - 安子
  - 「まむしの兄弟 二人合わせて30犯」（1974年3月1日） - 看護婦役
  - 「まむしと青大将」（1975年3月8日） - ミヨコ
- 「日本悪人伝」（1971年8月26日） - 花江
- 「喜劇 トルコ風呂王将戦」（1971年8月26日） - 加代子
- 「現代やくざ 血桜三兄弟」（1971年11月19日） - 和江
- 「傷だらけの人生 古いやつでござんす」（1972年1月22日） - お初
- 「望郷子守唄」（1972年4月1日） - 富子
- 「ポルノギャンブル喜劇 大穴中穴へその穴」（1972年5月6日） - 光代
- 「昭和おんな博徒」（1972年5月27日） - 夏子
- 「木枯し紋次郎 関わりござんせん」（1972年9月14日） - お安
- 「着流し百人」（1972年10月12日） - 百姓女
- 「緋ぢりめん博徒」（1972年11月21日） - 女囚
- 「賞金首 一瞬八人斬り」（1972年12月16日） - お里
- 「山口組三代目」（1973年8月11日）
- 「恐怖女子高校 不良悶絶グループ」（1973年9月1日） - 看護婦
- 「現代任侠史」（1973年10月27日） - 女中
- 仁義なき戦いシリーズ
  - 「仁義なき戦い 頂上作戦」（1974年1月15日） - 女
  - 「仁義なき戦い 完結篇」（1974年6月29日） - 真弓
  - 「新仁義なき戦い」（1974年12月28日） - 浅田の妻
  - 「新仁義なき戦い 組長の首」（1975年11月1日） - 病院の事務員
  - 「その後の仁義なき戦い」（1979年5月26日） - 中年の女
- 「ジーンズブルース 明日なき無頼派」（1974年3月30日） - 堀田豊子
- 「極悪拳法」（1974年6月29日） - お松
- 「実録飛車角 狼どもの仁義」（1974年10月5日） - 住人
- 「日本任侠道 激突篇」（1975年1月15日） - お時
- 「恐喝のテクニック 肉地獄」（1975年5月14日） - おかみさん
- 「喜劇 特出しヒモ天国」（1975年5月24日） - 踊り子
- 「暴動島根刑務所」（1975年6月7日） - 服部光江
- 「資金源強奪」（1975年6月21日） - 雪子
- 「暴力金脈」（1975年8月9日） - 久保洋子
- 「好色元禄㊙︎物語」（1975年10月14日） - 船饅頭
- 「極道社長」（1975年10月18日） - 千秋
- 「五月みどりのかまきり夫人の告白」（1975年11月1日） - 患者の母
- 「激突! 合気道」（1975年11月22日） - 高橋なみ
- 「強盗放火殺人囚」（1975年12月6日） - 先生
- 「玉割り人ゆき 西の廓夕月楼」（1976年2月14日） - 娼妓
- 「暴走パニック 大激突」（1976年2月28日） - 高志の兄嫁
- 「テキヤの石松」（1976年4月10日） - 加納きみ
- 「狂った野獣」（1976年5月15日） - 極楽良子
- 「徳川女刑罰絵巻 牛裂きの刑」（1976年9月4日） - よし
- 「バカ政ホラ政トッパ政」（1976年10月1日） - カミさん
- 「やくざの墓場 くちなしの花」（1976年10月30日） - 杉美香
- 「広島仁義 人質奪回作戦」（1976年12月4日） - ヨセヤ主人
- 「ピラニア軍団 ダボシャツの天」（1977年2月26日） - キー子
- 「恐竜・怪鳥の伝説」（1977年4月29日） - 瀬川由紀
- 「日本の仁義」（1977年5月28日）
- 「ドーベルマン刑事」（1977年7月2日） - トルコ嬢
- 「沖縄10年戦争」（1978年6月3日） - 金城の母親
- 「赤穂城断絶」（1978年10月28日） - 吉良家奥女中
- 「総長の首」（1979年4月7日） - 浮世の母
- 「地獄」（1979年6月3日） - 中年女
- 「真田幸村の謀略」（1979年9月1日） - 牢人の妻
- 「日本の黒幕」（1979年10月27日） - 杉美香
- 「忍者武芸帖 百地三太夫」（1980年11月15日） - 町人女
- 「魔界転生」（1981年6月6日） - 百姓
- 「燃える勇者」（1981年12月19日） - 病院の婦長
- 「制覇」（1982年10月30日） - （夢想）の女
- 「陽暉楼」（1983年9月10日） - お常
- 「序の舞」（1984年1月14日） - 近所のおかみさん
- 「修羅の群れ」（1984年11月17日）
- 「瀬降り物語」（1985年5月11日） - キク
- 極妻シリーズ
  - 「極道の妻たち」（1986年11月15日）
  - 「極道の妻たちII」（1987年10月10日）
  - 「新極道の妻たち」（1991年6月15日） - 氏家光子
- 「恐怖のヤッちゃん」（1987年7月4日）
- 「花園の迷宮」（1988年1月15日） - お民

### テレビドラマ

#### 日本テレビ
- 「悪銭」第2話・第4話（1963年8月13日・8月27日）
- 「十手無用 九丁堀事件帖」第15話（1976年1月11日）
- 「桃太郎侍」
  - 第37話「尼僧の館に黒い雨」（1977年6月19日）
  - 第89話「家出した放蕩おやじ」（1978年6月25日） - お梅
  - 第102話「さらば上方屋」（1978年9月24日）
  - 第115話「つっぱりすぎた欲の皮」（1978年12月24日）
  - 第131話「母子涙のわかれ道」（1979年4月22日）
  - 第141話「浮世絵美人を狙う鬼」（1979年7月1日）
  - 第210話「悲願! 仲人百組目」（1980年10月26日）
- 木曜ゴールデンドラマ「女もつらいわ! 赤ちゃん戦争」（1988年2月11日）
- 土曜スーパースペシャル「喧嘩安兵衛 決闘高田ノ馬場」（1989年7月1日）
- 「柳生武芸帳」第5作（1992年4月8日）

#### TBS
- 「水戸黄門」シリーズ
  - 「水戸黄門 第1部」
    - 第3話「小田原喧嘩駕籠」（1969年8月18日） - 甚兵衛の女房
    - 第26話「越後騒動」（1970年1月26日） - 女中

  - 「水戸黄門 第2部」第18話（1971年1月25日） - おうめ
  - 「水戸黄門 第4部
    - 第7話「消えた雛人形」（1973年3月5日） - 田丸屋女中
    - 第31話「仇討無用」（1973年8月20日） - 旅籠の女中

  - 「水戸黄門 第5部」第17話「酔いどれ用心棒 -松山-」（1974年7月29日）
  - 「水戸黄門 第6部」
    - 第21話「ど根性河内節 -八尾-」（1975年8月18日） - 湯女
    - 第30話「希望の灯」（1975年10月20日） - 金八の女

  - 「水戸黄門 第7部」
    - 第16話「突っ走れ!! 韋駄天野郎」（1976年9月6日） - 野次馬
    - 第33話「十七年目の泣き笑い」（1977年1月3日） - 芸者

  - 「水戸黄門 第8部」第17話「鹿が知ってた悪い奴 -奈良-」（1977年11月7日） - 遊女
  - 「水戸黄門 第15部」第14話「めざす敵は仁術医者 -浜田-」（1985年4月29日） - 旅籠の女中
  - 「水戸黄門 第16部」第8話「仇討ち焼蛤幽霊旅籠 -桑名-」（1986年6月16日） - 大濱屋の奉公人
  - 「水戸黄門 第17部」第17話（1987年12月21日） - 女中
  - 「水戸黄門 第18部」第3話（1988年9月26日） - 茶店の女中
  - 「水戸黄門 第20部」第44話（1991年9月9日） - おかみさん
  - 「水戸黄門 第21部」
    - 第8話「河豚に当った黄門様」（1992年5月25日） - 主婦
    - 第15話「拾った赤子は若君様」（1992年7月13日） - 農家の女房

  - 「水戸黄門外伝 かげろう忍法帖」
    - 第3話「闇に蝶が舞う」（1995年6月5日） - 饅頭屋の女将
    - 最終話「悪を懲らした女たち」（1995年9月4日） - 改め小屋の婆

  - 「水戸黄門 第25部」第35話（1997年8月25日） - 盆美屋の女中
  - 「水戸黄門 第26部」第8話（1998年4月6日） - 網元
- 「江戸を斬る」シリーズ
  - 「江戸を斬る 梓右近隠密帳」第16話（1974年1月14日） - 女郎
  - 「江戸を斬るII」第9話（1976年1月5日） - 女中
  - 「江戸を斬るIII」
    - 第15話「狙われた亥の刻小僧」（1977年4月25日） - 長屋の女房
    - 第18話「医は仁術か算術か」（1977年5月16日） - 遊女

  - 「江戸を斬るVII」第19話（1987年6月1日）
- 「影同心II」第2話（1975年10月25日）
- 「大岡越前」シリーズ
  - 「大岡越前 第2部」第5話（1971年6月14日） - 長屋のおかみさん
  - 「大岡越前 第4部」第3話（1974年10月21日）
  - 「大岡越前 第9部」第6話（1985年12月2日） - おばさん
  - 「大岡越前 第12部」第2話（1991年10月21日） - おくめ
  - 「大岡越前 第13部」第4話（1992年12月7日） - 湯屋の客
  - 「大岡越前 第14部」第2話（1996年6月24日） - おきん
- TBS大型時代劇スペシャル
  - 「太閤記」（1987年1月1日）
  - 「徳川家康」（1988年1月1日）
  - 「織田信長」（1989年1月1日）
  - 「坂本龍馬」（1989年3月31日）
  - 「武田信玄」（1991年1月1日）
  - 「平清盛」（1992年1月1日）
  - 「大忠臣蔵」（1994年1月1日）
- 「翔んでる!平賀源内」
  - 第8話「湯けむり幽霊騒動」（1989年6月26日）
  - 最終話「男の浪漫は永遠に」（1989年9月18日）

#### フジテレビ
- 「銭形平次」
  - 第21話「湯治場の休日」（1966年9月21日） - お冬
  - 第45話「桐の極印」（1967年3月8日） - 長屋の女
  - 第366話「罠にはまった道行」（1973年5月9日） - お千代
  - 第422話「密告」（1974年6月5日） - 茶汲女
  - 第446話「燃えろ! 八五郎」（1974年11月20日） - 夜鷹
  - 第481話「幸せの行方」（1975年7月30日） - 岡場所の女
  - 第493話「甘い凶器を追え」（1975年10月22日） - 屋台の客
  - 第595話「ひとでなし」（1977年10月26日）
  - 第640話「通り魔」（1978年9月20日）
- 「大坂城の女」第10話（1970年3月7日）
- 「二人の素浪人」第14話（1972年12月2日） - いち
- 「眠狂四郎」第17話（1973年1月23日）
- 「隼人が来る」第22話（1973年3月8日）
- 「影の軍団シリーズ」
  - 「服部半蔵 影の軍団」最終話（1980年9月30日）
  - 「影の軍団IV」第7話（1985年5月14日）
- 時代劇スペシャル
  - 「牢獄の花嫁」（1981年6月5日）
  - 「岡っ引どぶ」
    - 第1作「逆さ吊り殺人事件の影にひそむ奇怪な陰謀の謎!!」（1981年9月18日）
    - 第4作「謎の凧あげ連続殺人事件」（1983年2月11日）

  - 「大江戸無頼 河内山宗俊」（1982年7月23日） - 岩崎 役
  - 「紫頭巾 京洛の大粛清」（1982年11月5日）
  - 「花隠密」（1983年4月22日）
  - 「秘境黄金谷の決闘」（1983年9月9日）
- 「夫婦さかさま」（1982年9月27日 - 11月12日）
- 男と女のミステリー「華岡青洲の妻」（1989年1月6日）
- 乱歩賞作家サスペンス「暗い光」（1989年6月26日）

#### テレビ朝日
- 「新選組血風録」第14話（1965年10月10日）
- 用心棒シリーズ
  - 「待っていた用心棒」第22話（1968年6月24日）
  - 「帰って来た用心棒」
    - 第14話「仕官の日」（1968年10月28日）
    - 第33話「陰の女」（1969年3月10日）
- 「遠山の金さんシリーズ」
  - 「遠山の金さん捕物帳」
    - 第17話「目にやきついた男」（1970年11月1日） - 女中
    - 第40話「三度笠の男」（1971年4月11日） - お梅
    - 第62話「蝉しぐれの女」（1971年9月12日） - 髪結いの女

  - 「ご存じ金さん捕物帳」
    - 第3話「あらくれ一代」（1974年10月13日）
    - 第14話「みかんの里から来た山男」（1974年12月29日）

  - 「遠山の金さん」
    - 「遠山の金さん 第1シリーズ」
      - 第10話「仏の正体をあばけ!!」（1975年12月4日）
      - 第46話「恐怖の真昼に舞う風車」（1976年8月19日）
      - 第52話「明日を知らない女」（1976年9月30日）
      - 第76話「誘拐身代二千両」（1977年3月24日）
      - 第89話「呼びとめた女」（1977年7月7日）
      - 第101話「誰がための五百両」（1977年9月29日）-　女郎

    - 「遠山の金さん 第2シリーズ」第28話「地獄極楽 蛇の目傘」（1979年9月20日） - 女房

  - 「遠山の金さん 第1シリーズ」
    - 「遠山の金さん」
      - 第9話「大江戸最大の誘拐事件!」（1982年6月3日）
      - 第35話「浮世風呂からくり殺人!」（1982年12月9日）
      - 第69話「赤いピストル・博多から来た女!」（1983年9月15日）
      - 第150話「女遊び人・昇り竜のお篠七変化!」（1985年7月18日）

    - 「遠山の金さんII」第41話（1986年9月9日）

  - 「名奉行 遠山の金さん」
    - 「名奉行 遠山の金さん 第1シリーズ」第11話（1988年7月14日） - 女将
    - 「名奉行 遠山の金さん 第2シリーズ」第3話（1989年6月8日） - 客
    - 「名奉行 遠山の金さん 第3シリーズ」
      - 第7話「金さん富くじに当たる」（1990年9月20日）
      - 第14話「逆玉の輿を狙った男」（1990年12月13日） - 料亭の女将

    - 「名奉行 遠山の金さん 第4シリーズ」
      - 第4話「占いを信じた女」（1991年11月28日） - お兼
      - 第21話「地獄から帰ってきた女」（1992年5月21日） - おぬい

    - 「名奉行 遠山の金さん 第5シリーズ」
      - 第7話「殺し屋を狙う謎の若君」（1993年5月13日） - 飯屋の女将
      - 第27話「富くじ千両大からくり」（1993年11月18日） - おかん

    - 「名奉行 遠山の金さん 第6シリーズ」第12話（1994年9月22日） - 長屋の住人
- 「地獄の辰捕物控」第23話（1973年3月8日）
- 「素浪人 天下太平」
  - 第17話「晴れたら金の鈴鳴らそ」（1973年7月26日）
  - 第25話「大ボラ小ボラで日が暮れた」（1973年9月20日）
- 「いただき勘兵衛 旅を行く」第11話（1973年12月20日）
- 「五街道まっしぐら!」第4話（1976年11月6日）
- 「暴れん坊将軍」シリーズ
  - 「吉宗評判記 暴れん坊将軍」
    - 第3話「命を的の一番纏」（1978年1月21日） - 酌婦
    - 第13話「嵐を呼んだ江戸土産」（1978年4月8日） - 酌婦
    - 第24話「七里飛脚は鬼より恐い」（1978年7月1日） - 女囚
    - 第40話「翔べ!下町の神童」（1978年11月18日） - 長屋の内儀
    - 第48話「極楽風呂に地獄を見た」（1979年1月20日） - 湯女
    - 第50話「味一番!細腕べんとう」（1979年2月3日） - 長屋のおかみ
    - 第56話「春の淡雪に消えた男」（1979年3月17日） - 内儀
    - 第76話「正体見たり枯尾花」（1979年8月18日） - 浪乃
    - 第91話「対決!嵐の甲府城」（1979年12月15日） - お杉
    - 第96話「お城の狸をいぶり出せ!」（1980年1月19日） - お杉
    - 第105話「止めろ!天下御免の暴走車」（1980年3月29日） - 長屋のおかみ
    - 第107話「あわれ、女お庭番」（1980年4月12日） - おせん
    - 第125話「男の門出の燈篭流し」（1980年8月16日） - 長屋のお内儀
    - 第161話「笑って散った流転の女」（1981年5月23日） - 矢場の女
    - 第188話「嵐を呼んだめ組の花嫁」（1981年12月5日） - おつる

  - 「暴れん坊将軍II」
    - 第25話「叶わぬ夢のふたり酒」（1983年8月27日） - 長屋のおかみ
    - 第42話「初春はめでたや大江戸囃子」（1984年1月7日） - 華魁
    - 第80話「黒髪の刺客 吉宗を狙え!」（1984年10月20日） - 御仲居
    - 第147話「罠にはまったカッポレ娘!」（1986年4月12日） - 女中
    - 第168話「コソ泥入門! かあちゃんが欲しい」（1986年9月20日） - おとき
    - 第179話「夢かるた、師走の謎唄!」（1986年12月27日） - お勝

  - 「暴れん坊将軍III」
    - 第21話「さらわれたお葉」（1988年5月28日） - トメ
    - 第25話「悲恋花は二度散る」（1988年6月25日） - 仲居
    - 第70話「め組の結婚騒動!」（1989年6月24日） - 長屋のおかみ
    - 第79話「命を賭けた女子駅伝」（1989年9月2日） - おかみさん
    - 第126話「密命! 江戸城を砲撃せよ!!」（1990年9月1日） - 百姓女

  - 「暴れん坊将軍IV」
    - 第22話「吉宗、熱き心で掟破り!」（1991年8月31日） - 遣手婆
    - 第43話「戦慄! 狙われた養生所」（1992年2月1日） - おくめ
    - 第57話「恋いちど! にごりえの女」（1992年5月9日） - お内儀
    - 第70話「鉄火芸者に花一輪」（1992年8月8日） - 女将

  - 「暴れん坊将軍V」
    - 第9話「ろくでなし長屋殺人事件」（1993年5月29日） - 長屋のおかみ
    - 第20話「悪人志願の娘」（1993年8月14日） - おかみさん

  - 「暴れん坊将軍VI」
    - 第13話「母と子の南部牛追い唄」（1995年1月28日） - 長屋の女
    - 第41話「陽気な刺客」（1995年8月12日） - 長屋の女

  - 「暴れん坊将軍VII」第17話（1997年1月18日） - 長屋のおかみ
- 土曜ワイド劇場「殺意の重奏」（1978年5月27日）
- 必殺シリーズ
  - 「翔べ! 必殺うらごろし」第1話（1978年12月8日） - お松
  - 「必殺仕事人」第39話（1980年2月15日） - おきん
  - 「新・必殺仕事人」第51話（1982年5月28日） - お仲
  - 「必殺仕事人III」第12話（1982年12月24日） - お馬
  - 「必殺仕事人IV」第33話（1984年6月15日） - けい
- 「赤穂浪士」第4話（1979年5月7日）
- 「長七郎天下ご免!」第1話 - 最終話（1979年10月25日 - 1982年3月25日） - おみね
- 「草野球・草家族」（1980年1月14日 - 7月14日）
- 「三匹が斬る!」シリーズ
  - 「三匹が斬る!」
    - 第1話「十萬両!ここが名代の浮世風呂」（1987年10月22日） - 風呂屋の客
    - 第7話「勇み肌、男はご法度女人里」（1987年12月3日）

  - 「続・三匹が斬る!」第6話（1989年1月19日）
  - 「続続・三匹が斬る!」第10話（1990年3月15日）
- 「ご存知!旗本退屈男」第2作（1988年12月29日）
- 「眠狂四郎 スペシャルI」（1989年6月22日）
- 「将軍家光忍び旅」最終話（1991年3月30日） - 女中
- 「素浪人無頼旅」
  - 第1作（1991年10月31日）
  - 第2作（1992年3月30日）

#### テレビ東京
- 「大江戸捜査網 第3シリーズ」第346話（1980年7月12日）
- 「悪党狩り」第1話 - 第7話・第11話・第12話・第18話・第20話（1980年10月8日 - 11月19日・12月17日・12月24日・1981年2月11日・2月25日） - おせん
- 「鞍馬天狗」第4話（1990年10月28日）

### 特撮
- 「仮面の忍者 赤影」第26話（1967年9月27日、フジテレビ）
- 「宇宙からのメッセージ・銀河大戦」第17話（1978年11月18日、テレビ朝日） - 吸血姫メジア